# Good-Bye, Bill
Good-Bye, Bill er en amerikansk stumfilm fra 1918 af John Emerson.

## Medvirkende
- Shirley Mason som Elsie Dresser
- Ernest Truex som Teddy Swift
- Joseph Allen Sr. som William the Nut
- Joseph Burke som Herr Dresser
- Carl De Planta som Prins Willie